# بروس راسموسن
بروس راسموسن (بالإنجليزية: Bruce Rasmussen)‏ هو كاتب سيناريو أمريكي، ولد في 18 مارس 1961 في بريدجبورت في الولايات المتحدة.

## وصلات خارجية
- بروس راسموسن على موقع IMDb (الإنجليزية)
- بروس راسموسن على موقع قاعدة بيانات الفيلم (الإنجليزية)